# Реформа на църковния календар на Украйна
Реформата на църковния календар в украинските църкви е процесът на въвеждане на григорианския и новоюлианския календар вместо юлианския. С началото на руско-украинската война и в резултат на това, че от 16 ноември 2017 г. Коледа на 25 декември според григорианския календар става официален празник в Украйна, въпросът за прехода на украинските църкви към новия календар се повдига всяка година с наближаването на Коледа. Календарната реформа става по-нашумяла тема след началото на пълномащабното нахлуване на Русия в Украйна през 2022 г., тъй като според някои публицисти и църковници поради използването на стария стил заедно с Руската православна църква Украйна е в сферата на „руския свят“. Привържениците на календарната реформа също смятат, че преходът ще отдалечи Украйна от руските и съветските традиции.
Както главата на Православната църква на Украйна (ПЦУ), митрополит Епифаний, така и главата на Украинската гръкокатолическа църква (УГКЦ), върховен архиепископ Святослав, изразяват подкрепа за тази реформа. Светият Синод на ПЦУ на заседание на 18 октомври 2022 г. разрешава, по искане на енориите, честването на Рождество Христово по новоюлианския календар – на 25 декември, освобождавайки участниците в службата от ограничението на гладуване.
На 24 декември 2022 г., по време на аудиенция, върховният архиепископ Святослав предава на митрополит Епифаний за преглед писмо, в което се излагат възгледите на йерарсите на УГКЦ по отношение на календарната реформа. Решава се да се създаде съвместна работна група по конкретни предложения за реформа на календара. Съвместната група е инициирана по повод честването на 1700-годишнината от Първия вселенски събор, състоял се в Никея през 325 г.
На 2 февруари 2023 г. Светият Синод на ПЦУ разрешава и одобрява процедурата за освещаване на енории и манастири за пълното използване на новоюлианския календар, а на 24 май 2023 г. да се проведе заседание на Архиерейския събор, на което да се постави въпросът за календарната реформа.
На 1 – 2 февруари 2023 г. в Лвов-Брюховичи Синодът на епископите на УГКЦ решава, че от 1 септември 2023 г. Украинската гръкокатолическа църква в Украйна ще премине към нов стил за фиксирани празници със запазване на настоящия Великден, която е обявено от върховния архиепископ Святослав на 6 февруари 2023 г. Календарната реформа ще бъде двуетапна. Първият етап се отнася за всички неподвижни празници, а вторият – за празнуването на Пасхалия. Енории, които не са готови да преминат към новия стил през 2023 г., имат преходен период до 1 септември 2025 г. На 6 февруари 2023 г., след решението на УГКЦ да премине към новия стил, митрополит Евстратий Зоря заявява, че има всички основания да се вземе положително решение на Събора през май 2023 г. за преминаването на ПЦУ към новия стил. След УГКЦ в Украйна решението за преминаване към новия стил e взето от УГКЦ в Полша, УГКЦ в Австралия и Океания, УГКЦ в Германия и Скандинавия, УГКЦ в Обединеното кралствои и Апостолическата администрация за католици от византийски обред в Казахстан и Централна Азия.
На 24 май 2023 г. Съборът на епископите одобрява пълния преход към ревизирания юлиански календар и че този преход ще се извърши на 1 септември 2023 г. На 27 юли 2023 г. местният съвет одобрява прехода.
На 28 юни 2023 г. президентът на Украйна Володимир Зеленски внася във Върховната рада на Украйна проект на закон, който премества Деня на украинската държавност от 28 юли на 15 юли, Деня на защитниците на Украйна – от 14 октомври на 1 октомври, и отменя Коледа на 7 януари.
Редица протестантски църкви преминават към новия стил по-рано: например Украинската лутеранска църква – през декември 2017 г., Всеукраинският съюз на евангелските християни баптисти  – през юни 2022 г., Украинската църква на евангелските християни (юли 2022 г.).
На 25 август 2023 г. митрополит Иларион призовава духовенството да проведе дискусия в енориите относно възможността за преминаване към новоюлианския календар след прехода на християнските църкви в Украйна. На 1 декември 2023 г. става известно, че от 20 декември 2023 г. УПЦ в Канада ще премине към новоюлианския календар.

## Социологически проучвания
На 24 декември 2022 г. в мобилното приложение „Дия“ е отворена анкета, в която до 30 декември украинците отбелязват кога биха искали да празнуват Коледа. В деня на Бъдни вечер според григорианския и новоюлианския календар, 24 декември, около 60% (450 хиляди) от повече от 750 хиляди украинци гласуват за празнуването на Коледа на 25 декември.
Според крайните резултати почти 60% от украинците предпочитат Коледа да се отбелязва на 25 декември, а само 25% – на 7 януари. Около 13% от анкетираните са готови да празнуват на две дати. Тези, които отговарят, че не честват празника, са около 3%. В проучването участват рекордните 1,5 милиона души.
Според проучване на международната компания Deloitte през ноември 2023 г., след прехода на украинските християнски църкви към нов стил, по-голямата част от украинците (около 45%) ще празнуват Коледа на 25 декември, а само 17% — на 7 януари; 32% планират да празнуват два пъти.